# Verhörprotokoll
Verhörprotokolle sind Niederschriften von Verhören Beschuldigter oder von Zeugen, die im Rahmen eines Prozesses – bei einem Strafverfahren auch in dessen Voruntersuchung – angefertigt werden.
Mit Inkrafttreten der Reichsjustizgesetze am 1. Oktober 1879 wurde in Deutschland der Begriff Verhör durch den Begriff Vernehmung ersetzt.

## Inquisitionsverfahren
Bei den Verhörprotokollen aus Inquisitionsverfahren rücken der einzelne Mensch und sein soziales Handeln in den Mittelpunkt. Sie fangen meist mit einer mit dem Tatverdächtigen geführten Vernehmung an, die protokolliert wird und einen ersten Überblick über den Kriminalfall gibt. Die Zeugenaussagen, falls welche vorhanden, werden in der Regel später aufgenommen und dokumentiert. Neben den protokollierten Inhalten werden auch Emotionen des Verhörten aufgezeichnet (Weinen, Lachen, Zögern beim Antworten).
In den Verhörprotokollen bei dem eigentlichen Gerichtsprozess wurden das Umfeld des Angeklagten und seinen Lebenslauf festgehalten. Gleichzeitig wurden auch die Vorgaben des materiellen Rechts berücksichtigt. Das Geständnis des Angeklagten war das einzig sichere Beweismittel und sollte, falls notwendig, erzwungen werden. In diesem Zusammenhang sind auch die so genannten peinlichen Befragungen zu erwähnen, die unter Folter durchgeführt wurden. Allerdings kam es nicht immer dazu. Die Tatverdächtigen hatten die Gelegenheit, durch ein Geständnis (Urgicht) einem „peinlichen“ Prozess zu entkommen.
Die Protokollanten der Gerichtsverhandlungen waren meist Gerichts-, Stadt- oder Marktschreiber, Pfleger und Landgerichtsverwalter. Es kam vor, dass die Verschriftlichung der Aussage und die Aussage selbst zeitlich auseinanderlagen oder dass ganze Sätze aus anderen Kriminalfällen buchstäblich übernommen wurden. Daher die verschiedene Genauigkeit der festgehaltenen Aussagen.

### Rechtliche Regelung und Verlauf
In der frühen Neuzeit wurden Verhörprotokolle in zivil- und herrschaftsrechtlichen Verfahren sowie im Strafverfahren aufgenommen. Die rechtliche Regelung des Verfahrens bildet den Rahmen, innerhalb dessen die Niederschriften entstanden sind und ausgewertet werden müssen.
Die frühneuzeitliche Strafgerichtsbarkeit, insbesondere das Prozessrecht regelte die Peinliche Halsgerichtsordnung Kaiser Karls V. von 1532 (Constitutio Criminalis Carolina) als Reichsgesetz. Ergänzend wurden Richtlinien für den Strafprozess aus den Reichskammergerichtsordnungen von 1495, 1521 und 1555 zum Vorbild genommen, später auch die Regelungen des Zivilprozesses des Reichsabschieds von 1654. Aufgrund dieser reichsrechtlichen Regelungen zeigen die Quellen zur Strafgerichtsbarkeit eine Gleichförmigkeit über die Territorien hinweg auf und sind somit in ihrer Anlage fast immer vergleichbar.

#### Strafrechtliches Verfahren

##### Generalinquisition
Über eine Voruntersuchung, die Generalinquisition, musste auf Bekanntwerden einer Tat der Beweis dafür erbracht werden, dass tatsächlich eine Straftat geschehen sei. Diese musste an bestimmten äußeren Merkmalen, den aufgefundenen und in Augenschein genommenen Corpora Delicti, festgemacht werden. Das Zeugenverhör war dann das wichtigste Mittel, ausreichende Verdachtsmomente gegen eine bestimmte Person hervorzubringen, wenn ein Täter sich nicht selbst verraten hatte oder auf frischer Tat ertappt wurde oder geständig war. Die Verhöre wurden ausschließlich von den ermittelnden Behörden, d. h. von der Ortsobrigkeit bzw. den obersten Beamten der Städte oder Ämter als territoriale Verwaltungseinheiten geführt. Dieses vorprozessuale Verhör in der Ermittlungsphase unterschied sich von dem in einem Prozess. Die besonderen Bestimmungen für Zeugenaussagen im Prozess mussten hier noch nicht berücksichtigt werden. So reduzieren sich die Aussagen zur Person zumeist auf den Namen des Aussagenden. Gefragt wurde nicht nach festgelegtem Schema, sondern allgemein und offen. Inwieweit hier Hinweise auf die Täterschaft entlockt werden konnten, hing auch am Geschick des Untersuchenden. Ein Schreiber führte Protokoll als „summarisches Protokoll“, d. h. der inhaltliche Kern der Aussage des Vernommenen wurde in indirekter Rede wiedergegeben. Dessen sprachliche Eigenheiten bleiben insoweit unberücksichtigt; zuweilen fanden nonverbale Äußerungen wie Gebärden, Fußfall, Aufheben beider Hände oder Tränen mit Aufnahme.

##### Spezialinquisition
Die Generalinquisition lieferte die Grundlage, eine artikulierte Klage auszuformulieren und somit den Inquisitionsprozess einzuleiten. Die sich aus dem Verhören der Voruntersuchung ergebenden Tatsachen wurden nach den Vorschriften der Prozessordnung in sehr kleine Teile zerlegt, die Inquisitionsartikel. Für jeden Artikel wurde eine Reihe von Zeugen benannt. Diese mussten mit ihrer Aussage bestätigen, ob der Sachverhalt, so wie er sich aus den Ermittlungen ergab, wahr oder unwahr sei. In einem Fall von Beleidigung der Obrigkeit aus dem Jahre 1672 in Leonberg waren die Ermittlungsergebnisse in 163 Artikel gefasst und 62 Zeugen benannt, die z. T. zu einem, teils zu 40 und mehr Artikeln vernommen wurden. Es wurde nach einem festen Frageschema vorgegangen. Dieses sah zunächst die Fragen zur Person vor (Name, Alter, Familienstand, Wohnort, Erwerbsgrundlage …). Dann folgten die Fragen zu den Tatumständen entsprechend den Inquisitionsartikeln. Das Protokoll dieses artikulierten Verhörs spiegelt das feste Frageschema wider. Es kann in wörtlicher Rede wiedergegeben sein. Neben den Antworten wurden auch Umstände des Verhörs, Datum, Anwesende und besondere Vorfälle notiert. Das erste Verhör fand stets ohne Androhung oder Anwendung der Tortur statt. Die Aussagen konnten vereidigt werden; dahinter stand die Drohung, den Schwurfinger einzubüßen.

#### Zivilrechtliches Verfahren
Im zivilrechtlichen Akkusationsprozess reichte ein Kläger eine in Artikeln gefasste Anklageschrift ein. Er konnte auch einen Zeugenbeweis beantragen und entsprechende Zeugen benennen.

## Frühneuzeitliche Verhörprotokolle als Ego-Dokumente
Die Verhörprotokolle als Quellengruppe offenbaren – neben dem jeweils zu klärenden Sachverhalt – auch Wertvorstellungen, Wissensbestände, individuell menschliche Verhaltensweisen historischer Individuen, die diese in der Situation des Verhörs als Verdächtiger oder Zeuge eines Prozesses artikulieren. Ihre Aussagen überliefern teils unbewusst oder in verdeckter Form individuelle Problemlagen, Ängste, Zeit bedingte Denkmuster, Erfahrungen und Handlungsstrategien. Damit gewähren sie Einblicke in die Lebenswelt unterschiedlicher sozialer Schichten. Die Niederschriften von Verhören erfüllen insoweit die Kriterien, die für Ego-Dokumente gelten.
Verhörprotokolle machen nur einen Teil der überlieferten Gerichtsakten aus. Die Gerichtsakten sind in der Forschungsliteratur als Ego-Dokumente angesprochen. Dieser Begriff bezeichnet alle historischen Quellen, die einen persönlichen Charakter haben, die Selbstwahrnehmung eines Menschen beschreiben und Auskunft über dessen Verhältnis zu seiner Umwelt geben. Die Gerichtsakten stellen eine umfassende Quelle für sozial-, mentalitäts-, rechtsgeschichtliche und volkskundliche Fragen dar. Sie sind schriftliche Aussagen von Personen, die als Zeugen oder Angeklagten vor Nieder- oder Hochgerichte standen. Sie wurden lange Zeit von der Wissenschaft als geringwertiger historischer Überrest betrachtet und aus diesem Grund vernachlässigt.
Der Oberbegriff Gerichtsakten hat eine große Spannweite und beinhaltet Schriftstücke wie Appellationen, Verträge, Käufe, Verkäufe, Übergaben, Testamente und vor allem die im Zusammenhang mit Kriminalprozessen entstandenen Gerichtsprotokolle: Urteile, Strafen oder Ratsentscheidungen. Die Forschung des Begriffs Gerichtsakten als Ego-Dokumente beschränkt sich vor allem auf den Zeitraum zwischen dem Späten Mittelalter und dem Ende des 18. Jahrhunderts, da dieser Zeitraum von Individualisierungsprozesse geprägt wurde.